# Pou du pubis
Phtirus pubis
Espèce
Le pou du pubis (Phtirus pubis ou Phtirius inguinalis), communément appelé morpion, est un pou suceur (sous-ordre des Anoplura). Chez l'homme, il est la cause de la phtiriase.

## Description
Il diffère des poux standards (Pediculus humanus capitis ou « pou de tête » et Pediculus humanus  ou « pou de corps ») par sa morphologie et sa résidence.
Le morpion est un petit insecte trapu, long de 2  à   3 mm ressemblant à un crabe : il possède un thorax très large portant des pattes puissantes à pseudo-pinces énormes (plus fortes que celles du pou de tête) et un abdomen court et étroit.

## Comportement
Il se rencontre dans les régions pubienne et périanale. Ce pou se transmet en général par contact sexuel, mais aussi de barbe à barbe ou par contact plus ou moins prolongé avec du linge infesté (serviette de toilette, literie).
Le pou du pubis se trouve dans les poils pubiens et parfois dans les aisselles. On peut rarement en observer au niveau des sourcils, de la barbe, ou même au niveau du torse pour les personnes pileuses à cet endroit. En effet, comme tous les Anoploures, les poux du pubis ne s'accrochent qu'à un type de poil déterminé en fonction du diamètre.
Les piqûres du morpion, dont les pièces buccales restent presque en permanence insérées dans la peau de son hôte, provoquent de petites lésions bleuâtres et un prurit exacerbé la nuit mais aussi parfois des réactions allergiques sévères. Certaines personnes ne ressentent rien. De plus, le morpion se fond dans la couleur de la peau.
Comme le pou de tête, la femelle pose des lentes sur la base des poils. Les adultes ne peuvent pas survivre plus de 24 heures hors contact avec l'homme, et les lentes pas plus de huit jours.

## Distribution
Phthirus pubis est une espèce présente dans le monde entier. L'incidence mondiale des infestations humaines est estimée entre 1,3 % et 4,6 %, avec une incidence moyenne de 2 %. Face à l'engouement occidental pour la peau glabre (aux États-Unis et en Australie, 70 % à 80 % des étudiants enlèvent partiellement ou totalement leurs poils pubiens), le biotope du pou du pubis disparaît peu à peu. En effet, l'augmentation de l'épilation peut conduire à des modèles atypiques d'infestations voire à son éradication complète.

## Maladie et traitement

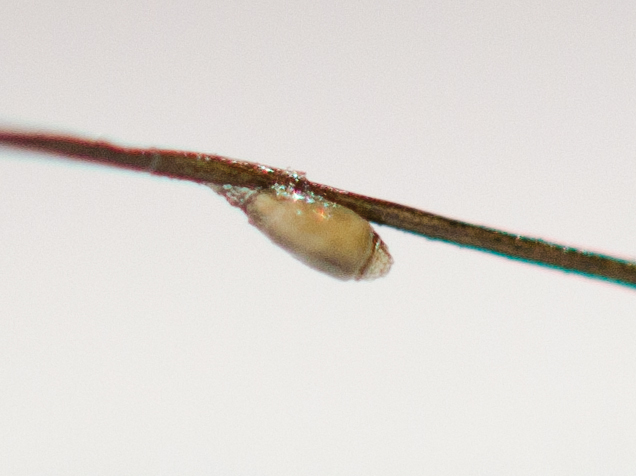
Œuf sur poil humain

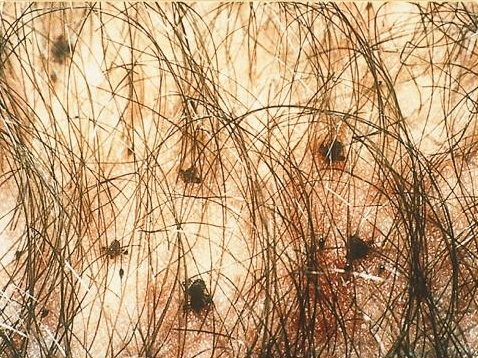
Poils pubiens infestés de poux

Le pou du pubis cause chez l'homme une infection de la peau, maladie gênante mais bénigne.
Aucune action par antibiotique n'est possible, sauf pour les personnes ayant eu un traitement à l'isotrétinoïne (Roaccutane) dans l'année, donnant toute impossibilité de vie à l'insecte[réf. nécessaire]. Il est efficacement éliminé par un traitement local sous forme de vaporisateur, commercialisé en France sous le nom de Spraypax (ce produit n'est plus distribué dans les pharmacies en France). Le meilleur traitement consiste à éliminer tous les poils. Laver également les draps housse de couette, vêtement, etc., ceci afin de détruire tous les œufs qui pourraient s'y trouver.
La légende voudrait que les poux se retrouvent plus fréquemment sur des personnes ayant une hygiène douteuse, ce qui est faux : les poux ne font aucune distinction selon la propreté du corps.[réf. souhaitée]

## Dans la culture populaire

### Langue française
En argot, le pou du pubis est appelé « morpion » ou « morbac » (aussi orthographié « morbaque »)

### Chanson
Les Inconnus, dans leur chanson-sketch Les insectes sont nos amis, Morbac le morpion, interprété par Pascal Légitimus : « Je suis Morbac le morpion, regardez comme j'suis mignon, je suis frileux et je m'installe toujours à côté du poil. »
Le morpion fait l'objet d'une chanson paillarde, De profundis morpionibus.
Il est cité dans le quatrième couplet de la chanson de Georges Brassens, Les Trompettes de la renommée :
Une femme du monde, et qui souvent me laisse

Faire mes quatre voluptés dans ses quartiers de noblesse

M'a sournoisement passé, sur son divan de soie

Des parasites du plus bas étage qui soit...

Sous prétexte de bruit, sous couleur de réclame

Ai-je le droit de ternir l'honneur de cette dame

En chantant sur les toits, et sur l'air des lampions :

« Madame la marquise m'a foutu des morpions ! » ?

### Bande dessinée
Le célèbre auteur de bandes dessinées , Marcel Gotlib, a fait du morpion un héros de bande dessinée  Il s'agit de Momo le Morbaque , un pou du pubis au caractère tourmenté et irascible. Même s'il n'a pas atteint la notoriété d'autres héros gotlibiens, comme Gai-Luron , ce personnage a néanmoins fait les beaux jours des journaux de Bande dessinée comme Fluide glacia0l et L'Écho des savanes et a été édité en album 